# Lauriaco
Lauriaco (in latino Lauriacum) fu un antico insediamento militare della provincia romana del Norico nei dintorni di Lorch (ora sobborgo di Enns, nell'Austria superiore), fin dai tempi dell'imperatore Claudio. Località peraltro segnalata in numerose fonti antiche come l'Itinerario antonino, il Codice teodosiano, il Codice giustinianeo, la Passio di San Floriano o il Martyrologium Hieronymianum, il suo nome deriva dal celtico "Loriaca", ancora oggi presente nel nome moderno di Lorch.

## Storia

### Da Claudio ad Antonino Pio
Entrata a far parte dell'Impero romano dall'epoca di Claudio (attorno al 50), divenne fin dall'inizio un importante forte militare di milizie ausiliare, a guardia del confine danubiano, di fronte alle tribù germaniche di Naristi e Marcomanni. Qui al tempo di Antonino Pio o forse di Marco Aurelio, potrebbe aver soggiornato la cohors I Aelia Dacorum.
Lauriaco era collegata all'Italia dall'antica Via Iulia Augusta, che da Aquileia, attraverso il Passo di Monte Croce Carnico conduceva prima a Teurnia, poi all'attuale Salisburgo (la latina Iuvavum), dopo aver attraversato le Alpi orientali lungo il percorso più breve. Questa località di grande importanza strategica, era anche raggiungibile lungo la strada militare che dalla fortezza legionaria di Castra Regina (l'attuale Ratisbona) della provincia di Rezia, conduceva a quelle di Vindobona, Carnuntum, Brigetio ed Aquincum delle province di Pannonia superiore ed inferiore. Altra strada percorribile era quella che, sempre da Aquileia, conduceva a Villach (l'antica Santicum) fino a Virunum, capoluogo della provincia del Norico fin sotto i Severi. Da Virunum, Lauriaco era, infine, raggiungibile passando per l'antica località di Ad pontem, e poi raggiungendo Ovilava (l'attuale cittadina di Wels), da lì poco distante.

### Da Marco Aurelio ai Severi

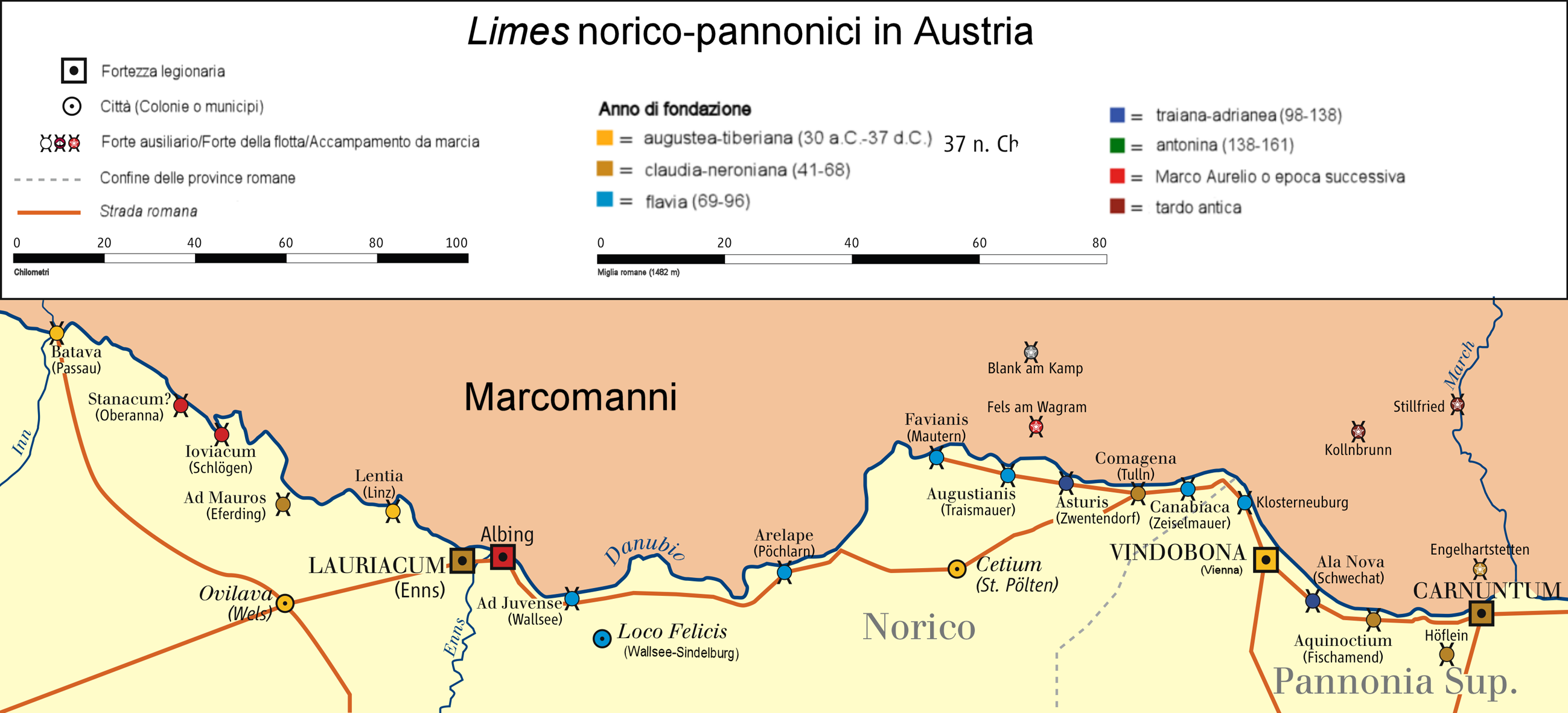
Il limes danubiano lungo il fronte del Norico e della Pannonia superiore, con il castra di Lauriaco al centro della cartina

Si rivelò un importante centro militare durante la prima fase delle guerre marcomanniche dal 170 al 175 e negli anni successivi della secunda expeditio germanica degli anni 177-180, tanto che a partire dal 174 circa, un'intera legione (la Legio II Italica, proveniente da Celeia) fu posizionata poco distante da Lauriaco, nell'attuale località di Albing. Pochi anni più tardi, durante il regno dell'imperatore Commodo, la legione fu trasferita nel nuovo accampamento (che misurava 539x398 metri, pari a circa 22,40 ha), con conseguente chiusura del vicino castrum di Albing. Da questo momento il nuovo sito militare accoglieva, oltre al praefectus legionis, anche il comando della classis Lauriacensis, pronta a presidiare quel tratto di Danubio a monte della flotta della Pannonia (Classis Pannonica).
Pochi anni più tardi (nel 212), sotto l'imperatore Caracalla della dinastia dei Severi, divenne anche sede del governatore provinciale, e quindi capitale del Norico, mentre il suo centro civile, ad ovest dell'accampamento militare, fu elevato al grado di Municipium.

### Crisi del III secolo

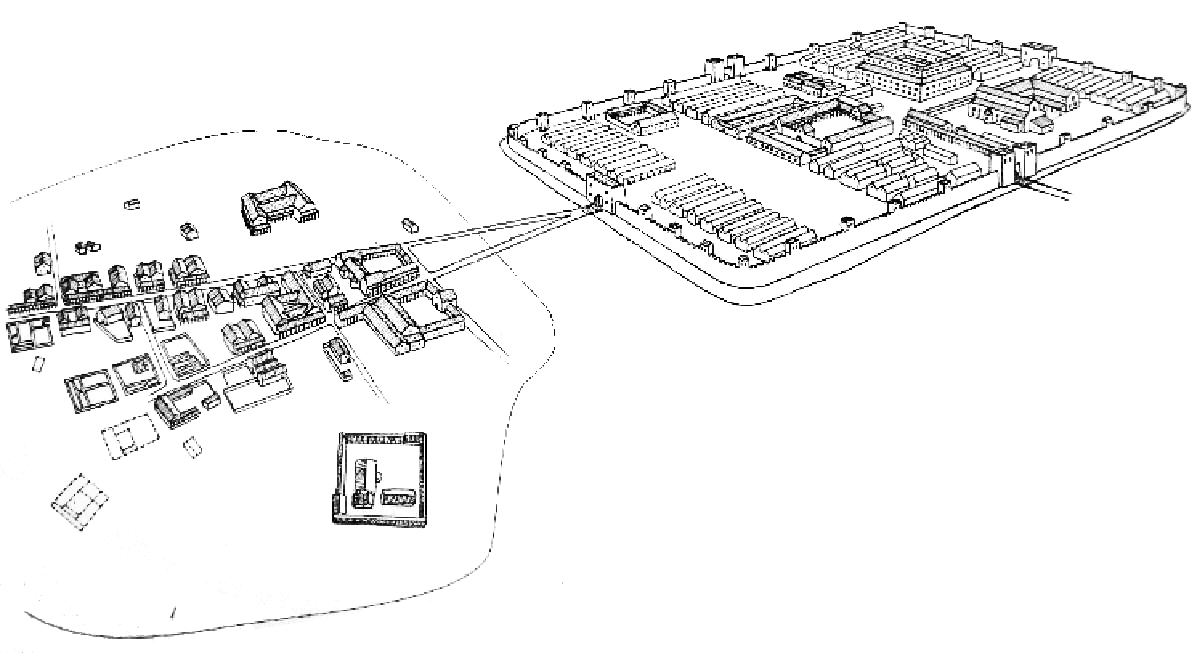
Ricostruzione della fortezza legionaria e del vicino centro abitato delle canabae.

A partire dal III secolo le incursioni dei popoli germani a nord del Danubio, quali Marcomanni, Naristi, Vandali e Iutungi si intensificarono sempre più. Lauriaco, come tutte le altre città del Norico e delle vicine Rezia e Pannonia, posta lungo i confini dell'impero romano, si trovò pertanto in prima linea a fronteggiarle. In particolare vi sarebbero evidenti segni di distruzione di parte dell'accampamento legionario durante gli anni delle campagne di Massimino il Trace del 235-236.
Nella seconda metà del III secolo Massimiliano di Celeia, inviato da papa Sisto II, avrebbe portato il Cristianesimo nel Norico, fondando a Lauriaco una diocesi di cui sarebbe stato il primo vescovo.

### Il IV e V secolo
E sempre a Lauriaco avvenne il martirio di San Floriano il 4 maggio del 304, quando insieme ad altri cristiani fu ucciso per annegamento. Mentre pochi decenni più tardi qui vi soggiornò l'Imperatore Costanzo II nel 341.

## Archeologia
Nella Basilica di San Lorenzo di Lorch sono visibili i resti dell'antica Lauriaco. Qui sono visibili alcuni resti di mura romane, affreschi ed una pavimentazione con relativo impianto di riscaldamento, oltre a numerosi altri reperti conservati nel Museo della città.
Sotto la Basilica gli scavi hanno portato alla luce anche le fondamenta della prima chiesa cristiana e le reliquie della Compagnia di San Floriano.

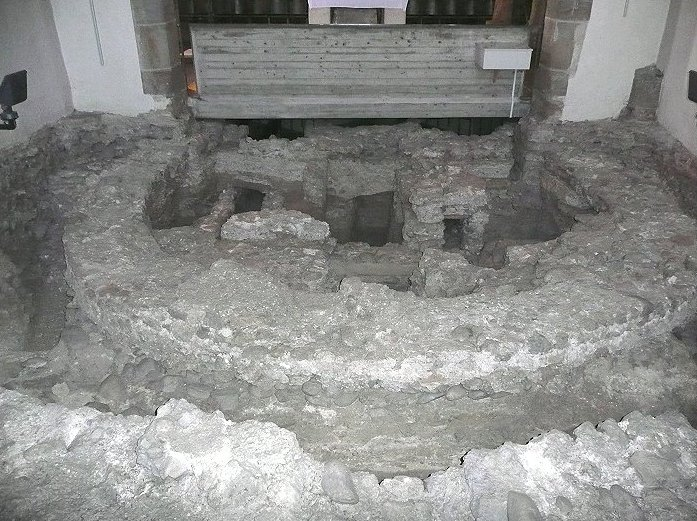
Resti archeologici delle rovine dell'antico castrum militare di Lauriaco, all'interno della Basilica di San Lorenzo ad Enns.
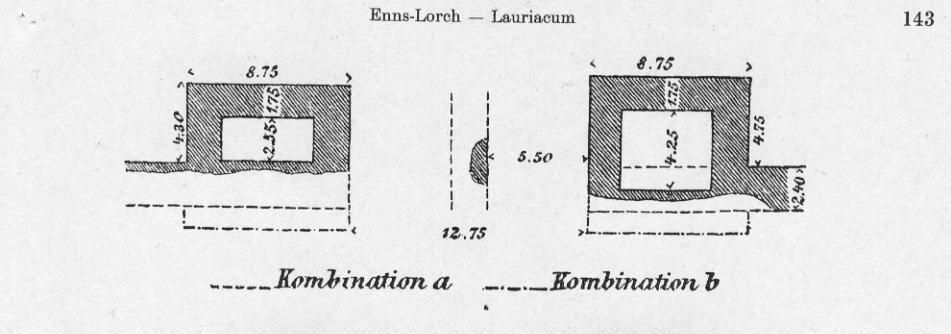
Porta principales dextra del castrum.
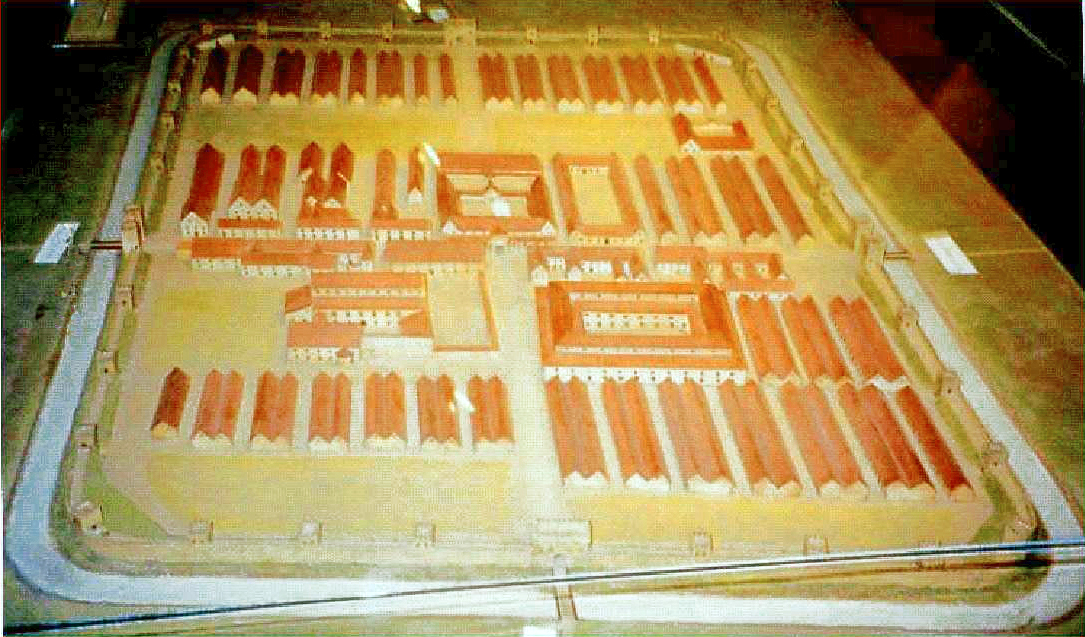
Modellino della fortezza legionaria di Lauriaco.
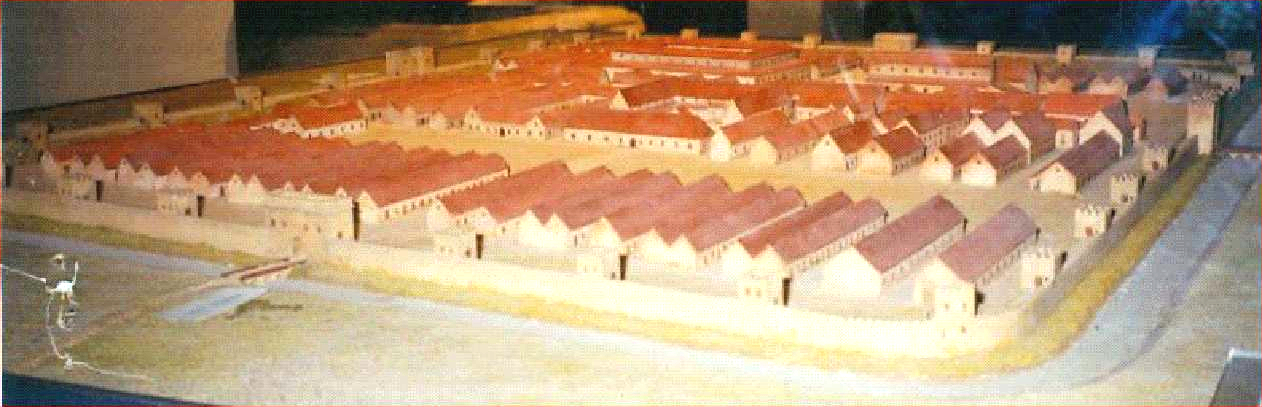
Modellino della fortezza legionaria di Lauriaco
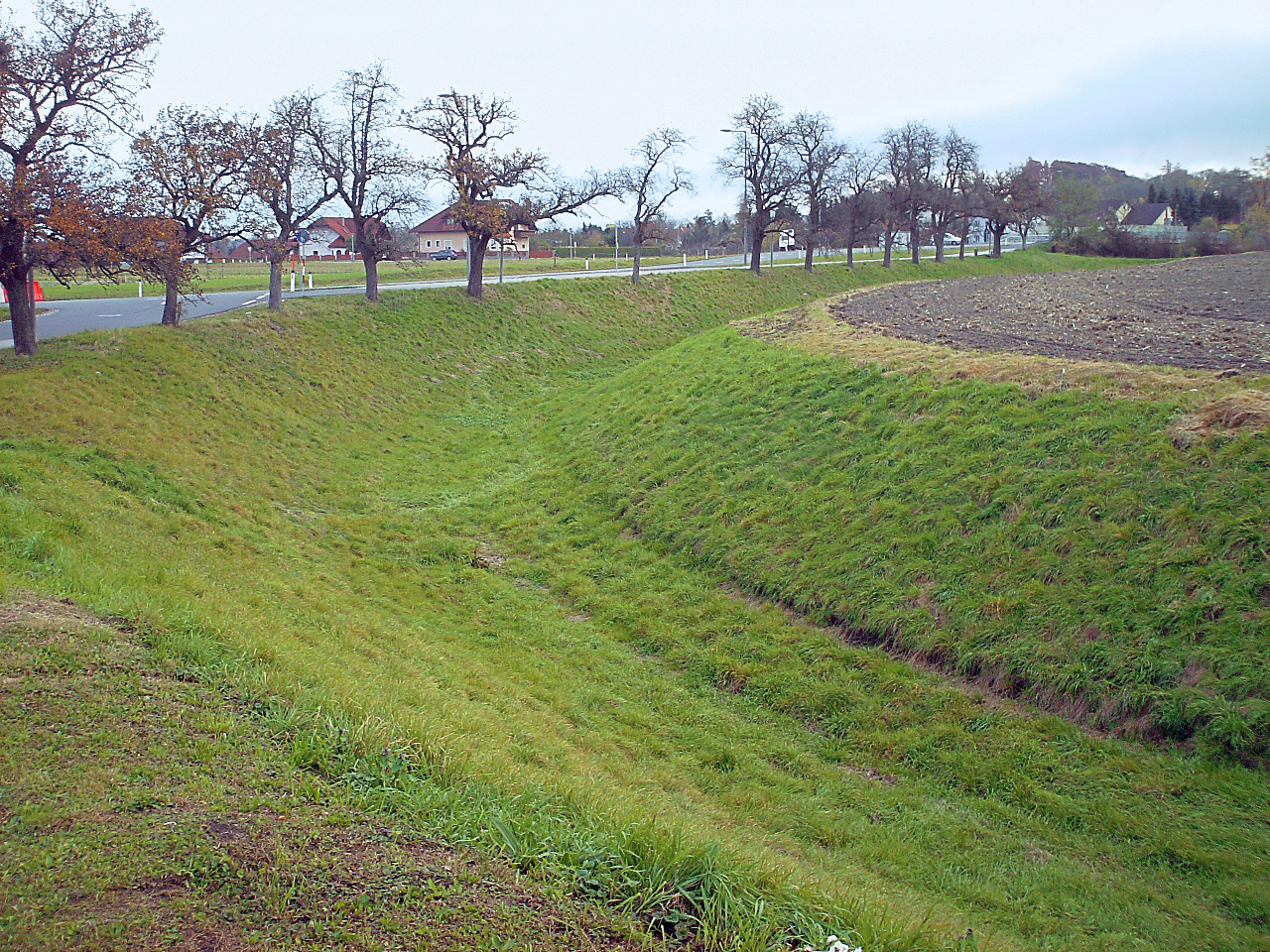
Angolo della fortezza di Lauriaco con ampio fossato.

### Personaggi/Popoli
- Claudio
- Marco Aurelio
- Commodo
- Dinastia dei Severi
- Caracalla
- Costanzo II
- Germani
- Marcomanni
- Naristi
- Vandali

### Località geografiche
- Fortezze legionarie romane
- Limes (storia romana)
- Norico (provincia romana)
- Pannonia (provincia romana)
- Aquincum
- Brigetio
- Vindobona
- Carnuntum
- Castra Regina